# 三田周
三田 周（みた いたる、1915年11月26日 - 1994年12月12日）は、日本の経営者、理学博士。参天製薬社長を務めた。兵庫県出身。

## 経歴
1938年に大阪帝国大学理学部化学科を卒業し、1944年に母校の大阪大学で助教授を務め、1946年に参天製薬に入社。1970年12月に副社長に就任し、1983年7月には社長に昇格。1990年10月に会長に就任。
1994年12月12日心不全のために死去。79歳没。